# Хальбе
Хальбе (нем. Halbe) — община в Германии, в земле Бранденбург.
Входит в состав района Даме-Шпревальд. Подчиняется управлению Шенкенлендхен.  Занимает площадь 78,08 км².
Коммуна подразделяется на 4 сельских округа.

## Население
| Год  | Население |
| ---- | --------- |
| 1990 | 2 119     |
| 1995 | 2 105     |
| 2000 | 2 266     |
| 2005 | 2 232     |
| 2010 | 2 141     |
| 2015 | 2 615     |
| 2020 | 2 415     |